# Trujillo (Colombia)
Trujillo is een gemeente in het Colombiaanse departement Valle del Cauca. De gemeente telt 18.142 inwoners (2005).

## Indeling
Trujillo bestaat uit de volgende corregimientos en veredas:
- Andinápolis. Veredas: La Sonora en Melenas
- Cerro Azul. Veredas: EL Chocho, La Bohemia, La Siria, La Soledad
- Cristales. Veredas: El Muñeco, Los Chacales, Magungo
- Dos Quebradas .Veredas: Cedrales, El Oso, La Floresta, la Luisa, La Marina, Tres Esquinas, Tres *Heldas, Villa, Villa Clara
- El Tabor . Veredas: Alto Cáceres, Baja Cristalina, Bajo Cáceres, El Tanjer, Juntas, Los Ranchos, *Palermo, Puente Blanco
- Huasanó. Veredas: Cascajal, Hato Viejo, Tierra Blanca
- La Marina
- La Sonora. Veredas: La Betulia, Maracaibo, Riochiquito
- Robledo. Veredas: El Indio, La Herradura
- Venecia. Veredas: Alto Mira, La Débora, La Diamantina, Los Cristales

Alcalá · Andalucía · Ansermanuevo · Argelia · Bolívar · Buenaventura · Bugalagrande · Caicedonia · Cali · Calima · Candelaria · Cartago · Dagua · El Águila · El Cairo · El Cerrito · El Dovio · Florida · Ginebra · Guacarí · Guadalajara de Buga · Jamundí · La Cumbre · La Unión · La Victoria · Obando · Palmira · Pradera · Restrepo · Riofrío · Roldanillo · San Pedro · Sevilla · Toro · Trujillo · Tuluá · Ulloa · Versalles · Vijes · Yotoco · Yumbo · Zarzal